# Alfies Antique Market
Alfies Antique Market, ofte omtalt som Alfies, er et stort indendørs marked, der ligger på Church Street i området Lisson Grove i London, England. Bygningen rummer over 75 stader, der handler med antikviteter, inklusive sølv, møbler, smykker, malerier, keramik, glas og vintagetøj.
Kunder på markedet har inkluderet designerne Tom Dixon, Nina Campbell, Jasper Conran og Kelly Hoppen.

## Historie
Alfies blev åbnet af Bennie Gray i 1976, hvor det var indrettet i en edvardiansk bygning hvor Jordans department store tidligere havde ligget. Der er foretaget flere renoveringer af bygningen, heriblandt en udvidelse i 1988. Komplekset omfatter i dag omkring 3.300 m2 fordelt på fem etager. The Quad åbnede i 2005, og fokuserer på moderne design fra de sidste 100 år.